# För evigt ung
För evigt ung är ett album från 1979 med Ted Ström, som även skrev all text och musik. 
Albumet spelades in mellan 6 och 16 augusti 1979 på Kungliga Musikhögskolans studio i Stockholm. Ljudtekniker var Åke Grahn som också skötte mixningen tillsammans med Ted Ström. Skivans nummer är Sonet SLP-2651.

## Låtlista

### Sida A
1. "Vinterresa"
2. "Segla ut"
3. "Vårt lilla bo"
4. "Livet går vidare"
5. "Barnvisa"

### Sida B
1. "Till Europa"
2. "USA"
3. "För evigt ung"
4. "Julstämning"
5. "Annas låt"

## Medverkande musiker
- Stefan Björklund, gitarrer
- Lasse Englund, gitarrer
- Sten Forsman, bas, sång
- Marianne Granvik, sång
- Björn Holmsten, saxar, klarinett
- Stefan Nilsson, elpiano, synthesizer, stråkmaskin
- Lars-Göran Reijner, dragspel
- Ted Ström, piano, orgel, sång
- Åke Sundqvist, trummor, diverse rytminstrument